# Tre albumblade
Tre albumblade is een verzameling composities van Niels Gade. Gade schreef de werkjes voor 1850, toen nummer 1 gepubliceerd werd. De drie stukjes kregen als titel mee:
1. Canzonetta in Bes majeur
2. Capriccio in E majeur; het werd bekender onder de titel Sylphiden)
3. Scherzo in Bes majeur.

Na die eerste bekendheid verdwenen de werkjes uit zicht.